# Budzewo

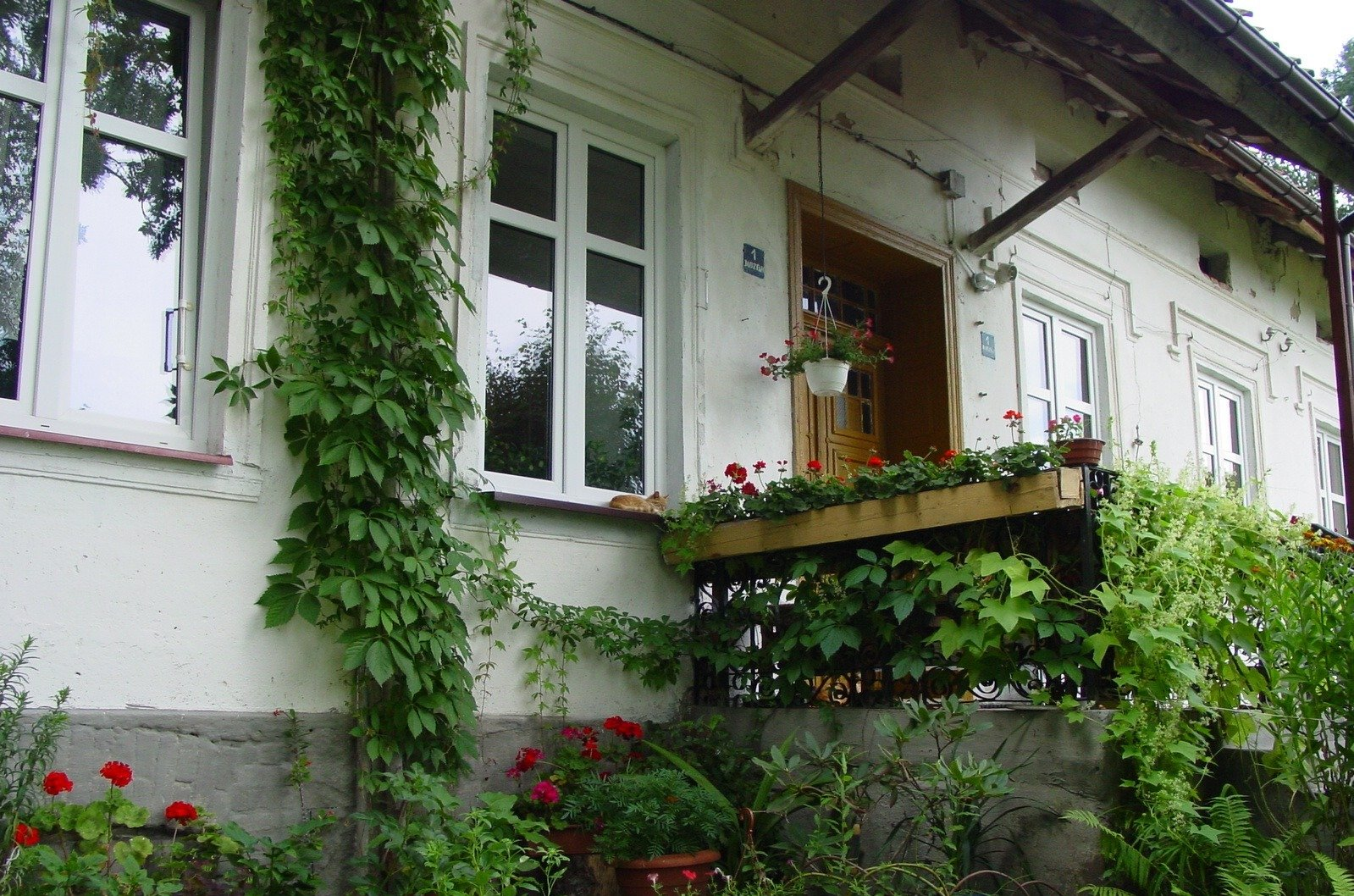
Hausansicht in Budzewo (Groß Budschen)

Budzewo (deutsch Groß Budschen) ist ein Ort in der polnischen Woiwodschaft Ermland-Masuren, der zur Landgemeinde Budry (Buddern) im Powiat Węgorzewski (Kreis Angerburg) gehört.

## Geographische Lage
Budzewo liegt am östlichen Ufer der Goldap (polnisch Gołdapa) im Nordosten der Woiwodschaft Ermland-Masuren. Östlich des Ortes erstreckt sich der Skallische Forst (1938–1945 Altheider Forst, polnisch Lasy Skaliskie), und die Kreisstadt Węgorzewo (Angerburg) liegt zwölf Kilometer in südwestlicher Richtung.

## Geschichte
Der seinerzeit Nojehnen und bis 1945 Groß Budschen genannte Ort wurde vor 1599 gegründet. Er bestand im Grunde nur aus einem großen Hof, bildete jedoch das Zentrum einer Landgemeinde, der mehrere Ortschaften und Wohnplätze zugeordnet waren: Amwalde (polnisch Skaliszki), Pfeil Forst (Strzała), Pilsach, Senft Forst und Schleuse Forst. Im Jahr 1818 wurden in Groß Budschen zwölf Feuerstellen registriert, bei einer Zahl von 103 Einwohnern. Die Gemeinde gehörte damals zur Domäne Popiollen (polnisch Popioły).
Als am 30. April 1874 der Amtsbezirk Sunkeln errichtet wurde, wurde die Landgemeinde Groß Budschen ihm zugeordnet. Er gehörte zum Kreis Angerburg im Regierungsbezirk Gumbinnen der preußischen Provinz Ostpreußen. Im Jahr 1910 zählte Groß Budschen 46 Einwohner, im Jahr 1925 waren es 71.
Am 17. Oktober 1928 vergrößerte sich die Gemeinde entscheidend, als acht Ortschaften eingemeindet wurden: Groß Sunkeln (polnisch Sąkieły Wielkie), Klein Budschen, Klein Sawadden (1938–1945 Buttenhof), Klein Sunkeln (polnisch Sąkieły Małe), Grünhöfchen (Zbytki) und Steinorter Wiesenhaus sowie Dinglauker Wiese und Groß Sawadden (Zawady Wielkie), die letzten beiden aus dem Amtsbezirk Sobiechen (Sobiechy).
Zur besseren Überschaubarkeit wurden die Ortschaften Groß Sunkeln, Klein Sunkeln und Steinorter Wiesenhaus am 1. April 1931 wieder aus Groß Budschen ausgegliedert und zu der neuen Landgemeinde Sunkeln zusammengefasst.
In Kriegsfolge kam Groß Budschen 1945 mit dem gesamten südlichen Ostpreußen zu Polen und trägt seither die polnische Namensform Budzewo. Das Dorf ist heute Sitz eines Schulzenamtes (polnisch sołectwo) für Budzewo, Skaliszki, Strzała, Zawady Małe und Zbytki und ein Ortsteil der Landgemeinde Budry (Buddern) im Powiat Węgorzewski (Kreis Angerburg), vor 1998 der Woiwodschaft Suwałki, seither der Woiwodschaft Ermland-Masuren zugehörig.

## Religionen
Groß Budschen war bis 1945 sowohl in die evangelische Kirche Buddern in der Kirchenprovinz Ostpreußen der Evangelischen Kirche der Altpreußischen Union als auch in die katholische Kirche Zum Guten Hirten Angerburg im Bistum Ermland eingepfarrt. 
Heute gehören die katholischen Einwohner Budzewos zur Dreifaltigkeitskirche in Budry im Bistum Ełk (Lyck) der Römisch-katholischen Kirche in Polen bzw. die evangelischen Kirchenglieder zur Kirchengemeinde in Węgorzewo, einer Filialgemeinde der Pfarrei in Giżycko (Lötzen) in der Diözese Masuren der Evangelisch-Augsburgischen Kirche in Polen.

## Verkehr
Budzewo liegt gut erreichbar an einer Nebenstraße, die in Budry (Buddern) von der polnischen Woiwodschaftsstraße DW 650 (ehemalige deutsche Reichsstraße 136) abzweigt und in das polnisch-russische Grenzgebiet bei Mieduniszki Wielkie (Groß Medunischken, 1938–1945 Großmedien) führt. Bis 1945 war der nächste Bahnhof der in Angerburg. Heute jedoch besteht kein Bahnverkehr mehr in die Kreisstadt, und damit entfällt eine Bahnanbindung auch für Budzewo.